# Wild Peach Village
Wild Peach Village – jednostka osadnicza w Stanach Zjednoczonych, w stanie Teksas, w hrabstwie Brazoria.